# Snědek
Snědek (Ornithogalum) je rod jednoděložných rostlin z čeledi chřestovité. Někteří autoři zastávají užší pojetí a vyčleňují z rodu Ornithogalum ještě další menší rody, např. Loncomelos Rafin. – česky snědovka a Honorius S.F. Grey – česky snědovec. Tento článek pojednává o rodě snědek v širším pojetí (Ornithogalum s.l.), včetně výše zmíněných menších rodů.

## Popis
Jedná o vytrvalé pozemní byliny, s cibulemi. Jsou to rostliny jednodomé s oboupohlavnými květy. Listy jsou po několika v přízemní růžici, jsou jednoduché, přisedlé, s listovými pochvami. Čepele listů jsou celokrajné, většinou čárkovité až kopinaté, často s bílým středním pruhem, žilnatina je souběžná. Květy jsou oboupohlavné, jsou v květenstvích, zpravidla v hroznech nebo v chocholících. Na bázi květních stopek jsou listeny, které jsou často bělavé či membránovité. Okvětí se skládá z 6 okvětních lístků ve 2 přeslenech (3+3), které jsou volné, zpravidla bílé, zelenavé či nažloutlé. Tyčinek je 6. Gyneceum je složeno ze 3 plodolistů, je synkarpní, semeník je svrchní. Plodem je tobolka.
Rostliny jsou zasyrova jedovaté.

## Rozšíření ve světě
Je známo asi 100–150 druhů (asi záleží na pojetí), které jsou rozšířeny v Evropě, v západní Asii a v Africe, jinde se vyskytují pouze adventivně.

## Rozšíření v Česku
V ČR roste zhruba 7 druhů z rodu snědek (Ornithogalum). Na sušších místech teplých oblastí je běžný snědek Kochův (Ornithogalum kochii). Vzácnější je snědek chocholičnatý (Ornithogalum umbellatum), který však na Moravě skoro chybí. Snědek rozkladitý (Ornithogalum divergens) se kdysi vyskytoval na Znojemsku, nyní patří v ČR mezi nezvěstné druhy. Silně ohroženým druhem (C2) je snědek jehlancovitý neboli snědovka jehlancovitá (Ornithogalum brevistylum, syn.: Loncomelos brevistylus), která v ČR roste pouze v Bílých Karpatech. Rovněž výskyt druhu snědek pyrenejský neboli snědovka pyrenejská (Ornithogalum pyrenaicum, syn.: Loncomelos pyrenaicus) je omezen jen na Hostýnské vrchy a okolí a Bílé Karpaty. V ČR se vyskytuje pouze snědek pyrenejský kulatoplodý (Ornithogalum pyrenaicum subsp. sphaerocarpum) a patří mezi kriticky ohrožené druhy. Výskyt snědku hřebenitého neboli snědovce hřebenitého (Ornithogalum boucheanum, syn.: Honorius boucheanus) je v ČR omezen pouze na jižní Moravu. Snědek nicí neboli snědovec nicí (Ornithogalum nutans, syn.: Honorius nutans) je v ČR nepůvodní, pochází z JV Evropy, ale často se pěstuje na zahrádkách a zplaňuje.

## Seznam druhů
Vybrány byly hlavně druhy vyskytující se v Evropě.
- Ornithogalum amphibolum Zahar. – jihovýchodní Evropa
- Ornithogalum arabicum L.- jižní Evropa
- Ornithogalum armeniacum Baker – jihovýchodní Evropa
- Ornithogalum atticum Boiss. & Heldr. – Řecko, endemit
- Ornithogalum boucheanum Asch. – Evropa
- Ornithogalum brevistylum Wolfner Evropa
- Ornithogalum collinum Guss. – jižní Evropa
- Ornithogalum comosum L. – jižní Evropa
- Ornithogalum concinnum (Salisb.) Cout. – Španělsko, Portugalsko, endemit
- Ornithogalum costatum Zahar. – Řecko, endemit
- Ornithogalum creticum Zahar. – Kréta, endemit
- Ornithogalum divergens Boreau – jižní Evropa
- Ornithogalum exaratum Zahar. – Řecko, endemit
- Ornithogalum exscapum Ten. – jižní Evropa
- Ornithogalum fimbriatum Willd. – jihovýchodní Evropa
- Ornithogalum fischeranum Krasch. – východní Evropa
- Ornithogalum montanum Cirillo – jihovýchodní Evropa
- Ornithogalum narbonense L. – jižní Evropa
- Ornithogalum nutans L. – jižní Evropa
- Ornithogalum oligophyllum E.D.Clarke – jihovýchodní Evropa
- Ornithogalum oreoides Zahar. – jihovýchodní Evropa
- Ornithogalum orthophyllum Ten. – Evropa
- Ornithogalum ponticum Zahar. – Krym
- Ornithogalum prasinantherum Zahar. – Řecko, endemit
- Ornithogalum pyrenaicum L.- Evropa
- Ornithogalum refractum Kit. ex Schltdl. – jižní Evropa
- Ornithogalum reverchonii Lange – Španělsko
- Ornithogalum sibthorpii Greuter – jihovýchodní Evropa
- Ornithogalum umbellatum L. – Evropa, severní Afrika, jihozápadní Asie, adventivně Severní Amerika
- Ornithogalum unifolium (L.) Ker Gawl. – Španělsko, Portugalsko
- Ornithogalum visianicum Tomm. – býv. Jugoslávie, endemit
- Ornithogalum wiedemannii Boiss. – Řecko, Turecko
- Ornithogalum woronowii Krasch. – Krym
- a další